# Актан Бабиулы
Актан Бабиулы (25 апреля 1897, аул Акжагыл Алтайского района КНР — 1973, Баян-Улэгэйский район Монголия) — казахский поэт, драматург. Член Союза писателей Монголии (1945), заслуженный деятель искусств (1960). Первый сборник стихов опубликован в Монголии (1957). Вышли в свет сборники: «Бүркіт» «Жасыл шың» (I960), «Шығармалар» (1968), «Өмір өткелдері» (1978), «Ақтан Бәбиұлы» (1987). Наряду с лирическими стихами создал эпические поэмы: «Жастық шақ» «Досымбек — Балқия», «Өмip жолы». Пьеса «Ермалай» — первое произведение современной драматургии монгольских казахов.